# Lví brána (Mykény)

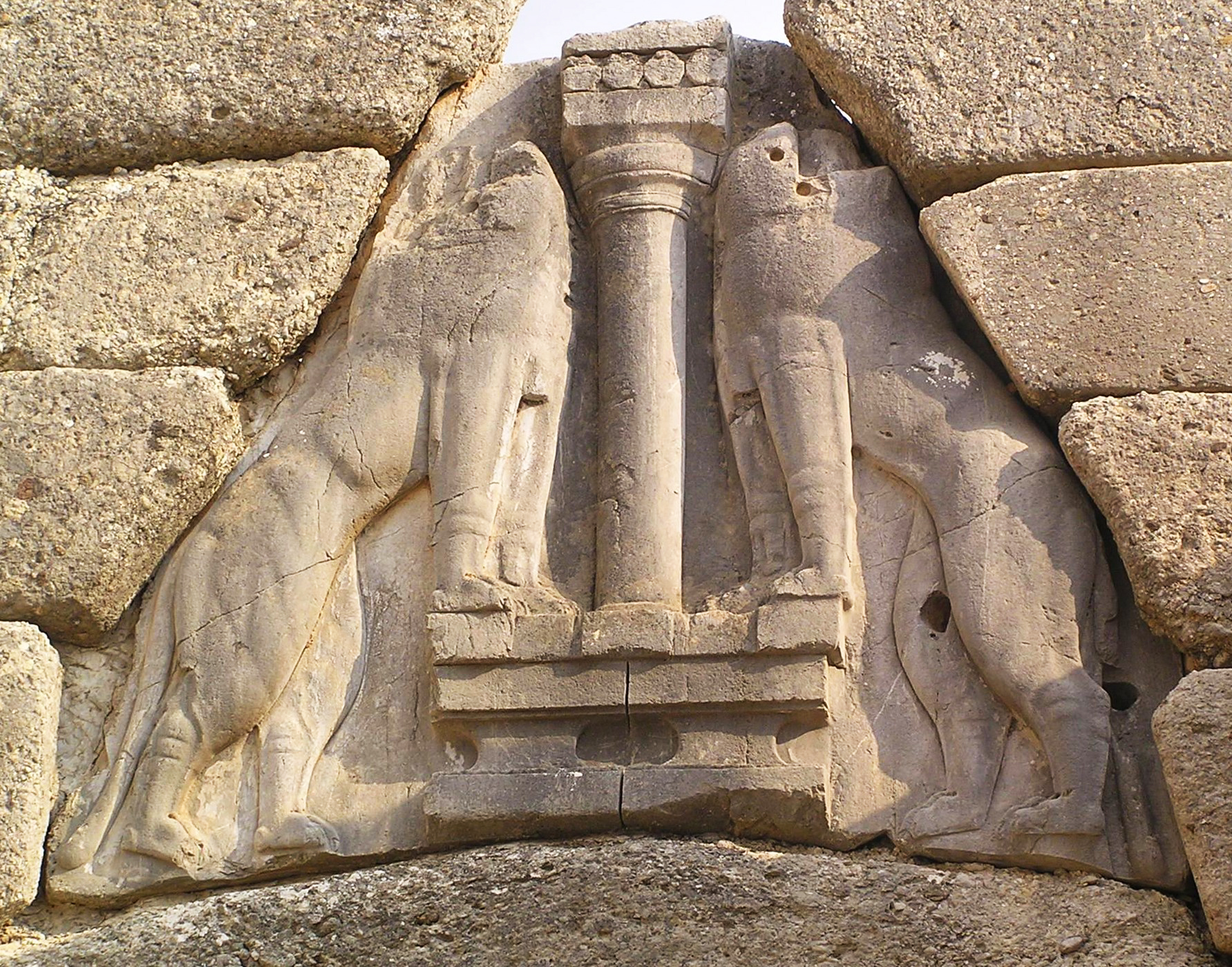
Detail reliéfu

Lví brána byla hlavním vstupem do starověké pevnosti Mykén na řeckém poloostrově Peloponésu. Byla vybudována kolem roku 1250 př. n. l. na severozápadě akropole. Jméno se odvozuje od kamenného reliéfu dvou lvů či spíše lvic v heraldické sestavě kolem sloupu, které tvoří tři metry vysoký trojúhelníkový fronton, jenž se tyčí nad vchodem. Brána je součástí stejně starého opevnění tvořeného kyklopským zdivem.
Lví brána představuje jediný zachovalý příklad monumentálního sochařství mykénské kultury. Další jedinečností tohoto díla egejské kultury je, že zůstala stát na svém místě a nebylo ji potřeba objevovat vykopávkami. Díky tomu se o ni zmiňuje Pausaniás ve své Cestě po Řecku ve 2. století n. l., tedy dávno po zániku Mykén. Uvádí také, že se věřilo, že musela být postavena kyklopy (jednookými obry). Díky Pausániovu popisu byla Lví brána a tedy poloha Mykén znovu identifikovány v novověku a později v 19. století zde byly zahájeny archeologické průzkumy.